# 埼玉県立越谷西高等学校
埼玉県立越谷西高等学校（さいたまけんりつこしがやにしこうとうがっこう）は、埼玉県越谷市にある全日制男女共学の普通科高等学校。通称、略称「西高（にしこう）」「越西（こしにし）」

## 概要
しらこばと水上公園の近くに位置する。
2年次から文系・理系に分かれ、3年次には文系・理系を細分化した3類型に分かれている。
学校行事は体育祭のほか、ロードレース大会があり男子は約10km、女子は約8km走る。また、2年生が修学旅行に行っている間、1年生と3年生は2日間にわたって球技大会を行う。
6月4日が開校記念日となっている。

## 沿革
- 1979年4月10日、埼玉県立越谷西高等学校開校
- 1980年3月24日、普通教室棟竣工
- 1980年5月20日、重層体育館竣工
- 1980年6月3日、校歌制定
- 1981年2月10日、特別教室棟竣工
- 1981年5月1日、生徒ホール・部室竣工
- 1993年3月31日、プール・自転車置場竣工
- 1994年、類型選択コースが導入される

## 校訓
実力派、一人ひとりが主人公をモットーとし、「翔べ、鷹の如く」と
卒業生たちに若鷹のように大空高く舞ってほしいとの願いから、校章には学校を象徴する鷹のシンボルマークがある。なお、鷹がシンボルマークなのは、学校周辺で昔鷹狩りが盛んに行われており、今も鷹匠がいるなど、鷹と縁が深いためである。

## 教育目標
- 人権を尊重し責任を重んじ協調性に富んだ人間を育成する。
- 豊かな教養と情操を身につけ、向学心旺盛な人間を育成する。
- 強健な身体と強固な意志を有し、創造的精神に満ちた人間を育成する。

## 制服
制服は男女とも紺色のブレザーで、ダブルの4つボタン。

女子の冬服はスカートがブレザーと同色の紺色で、柄は一切ない。男子の冬服もブレザーとスラックスが同色の紺色となっている。
夏服は、女子のスカートと男子のスラックスが同色の灰色となる。

## 部活動
校内にプールはあるが、水泳の授業で使用されているものの、水泳部は存在しない。
1995年に野球部が第77回全国高等学校野球選手権大会 (夏の甲子園)に初出場し、1回戦の龍谷高校を7－1で破ったものの2回戦の韮山高校に1－6で敗れ2回戦敗退となった。
尚、記念大会で2校出場となった1998年の滑川高校を除くと、埼玉県の公立高校としては本校が最後の甲子園出場校である。

## 交通
- 東武伊勢崎線越谷駅より、朝日自動車 「越51」に乗車。
- 東武野田線岩槻駅より、朝日自動車 「越51/越52」に乗車。
  - いずれの場合も「越谷西高校入口」バス停で下車。徒歩5分[1]。

## 著名な出身者
- 木村明広 - イラストレーター、CG作家、漫画家
- Yassan - GPS絵画作家
- 菊池雅之 - 軍事ジャーナリスト
- 若井友和 - オートレース選手
- ラシード ファラーズ - プロバスケットボール選手 (Bリーグ・千葉ジェッツふなばし)